# Poverty Point
El Poverty Point o Sitio Histórico Estatal Poverty Point (en francés: Pointe de Pauvreté; 16 WC 5) es un sitio arqueológico del sur de los Estados Unidos que salvaguarda un movimiento de tierra prehistórico de la Cultura de Poverty Point. Ha sido declarado en 1988 como Monumento Nacional de los Estados Unidos —«Poverty Point National Monument»— y designado desde 2014 Patrimonio de la Humanidad de la UNESCO —«Monumental Earthworks of Poverty Point»—. Localizado en el noreste de Luisiana, se encuentra a 24,9 km del actual río Misisipi, y está próximo del pueblo de Epps en la Parroquia de West Carroll.
Poverty Point comprende varios movimientos de tierra y montículos, construidos entre 1650 y 700 a. C. durante el período arcaico en América del Norte, por un grupo de indígenas de América de la cultura Poverty Point. La cultura se extendió unos 160 km a través de la región del Delta del Misisipi.
Los propósitos originales del Poverty Point no han sido determinados por los arqueólogos, aunque han propuesto varias posibilidades, incluyendo que fue un asentamiento, un centro comercial y / o un complejo religioso ceremonial. El sitio de 3,68 km², aunque no es el más antiguo de América del Norte, ha sido descrito como «el sitio de ceremonias y ocupación de terraplenes arcaicos más grandes y complejos que se haya encontrado en América del Norte» es un Monumento Nacional registrado. El monumento atrajo la atención de los arqueólogos a principios del siglo XX, cuando se le dio el nombre de Poverty Point de una plantación cercana. Desde entonces, varias excavaciones profesionales han tenido lugar en el sitio. Los eruditos han avanzado varias teorías con respecto al propósito del montículo, incluidos los religiosos y ceremoniales. Otros escritores han propuesto asociaciones de pseudoarqueología y de la Nueva era.

## Descripción del sitio

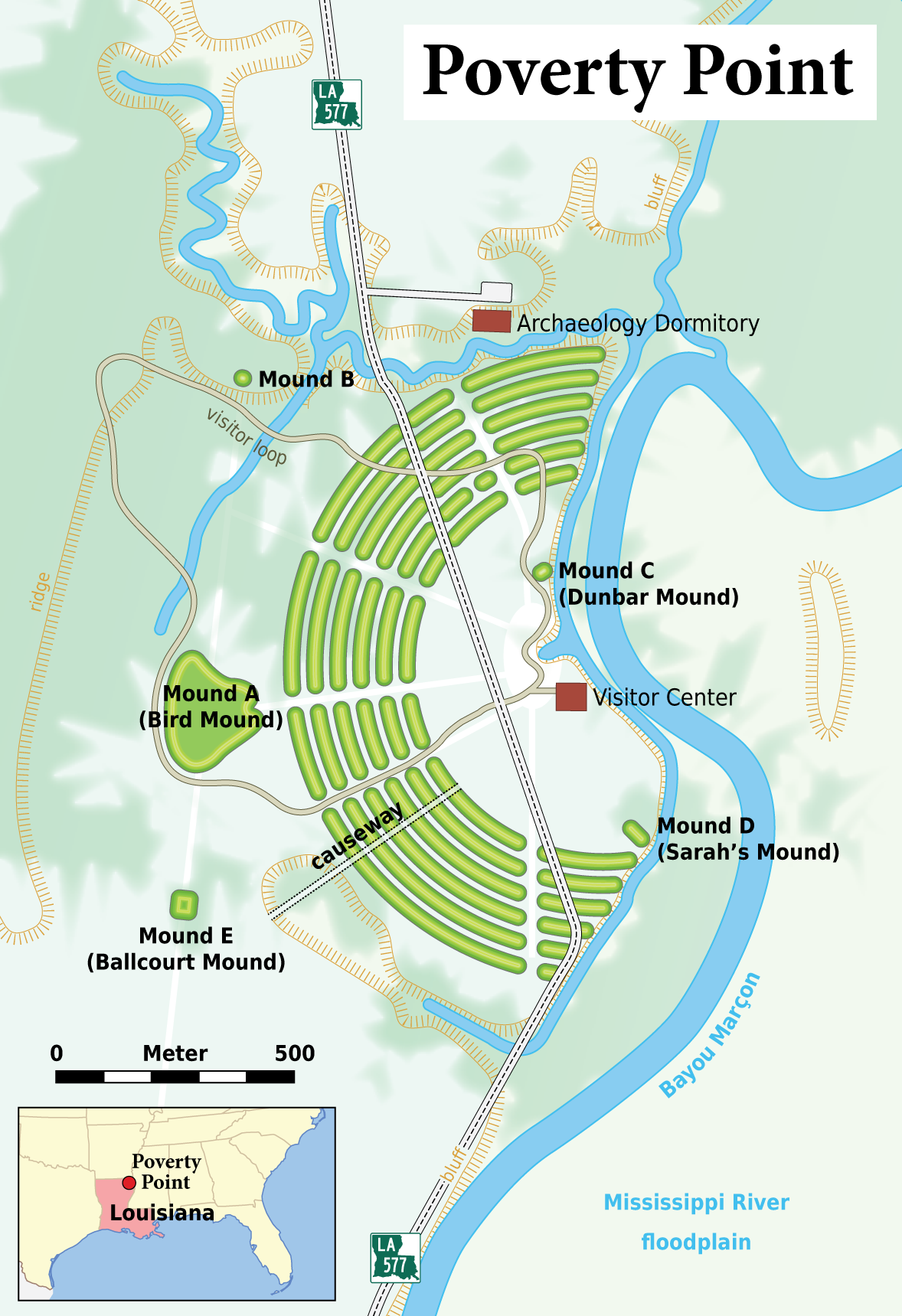
Mapa del sitio arqueológico de Poverty Point

Poverty Point está construido completamente de movimientos de tierra. El núcleo del sitio mide aproximadamente 2 km², aunque las investigaciones arqueológicas han demostrado que el área de ocupación total se extendió por más de 5 km a lo largo de la terraza aluvial. La construcción monumental consta de un grupo de seis terraplenes concéntricos en cresta, divididos por cinco pasillos que irradian desde el centro a la orilla del río. El sitio también tiene varios montículos tanto en el exterior como en el interior de los terraplenes del anillo. El nombre «Poverty Point» proviene de la plantación que una vez rodeó el sitio.

### Seis movimientos de tierra curvos
La parte principal del monumento son los seis movimientos de tierra curvos concéntricos ubicados en la parte central del sitio. Cada uno está separado del siguiente por un pasillo plano de tierra. Dividiendo las crestas en tres secciones —anteriormente cinco—, hay dos rampas que se inclinan hacia adentro, que conduce a Bayou Maçon. Cada uno de los terraplenes de cresta tiene aproximadamente tres pies de alto. Los arqueólogos creen que tenían una altura de cinco pies, pero que han sido desgastados por el arado agrícola en los últimos siglos. El diámetro aproximado de la cresta exterior es de tres cuartos de milla, mientras que el diámetro de la cresta interna es de aproximadamente tres octavos de milla.
Los montículos A, B y E se encuentran en una línea norte-sur. Un foso de baja elevación, que a veces lleva agua corriente, se encuentra entre los montículos A y B. Es de suponer que las personas de Poverty Point transportaron tierra de esta área para construir los montículos.

### Montículo A (Montículo de aves)

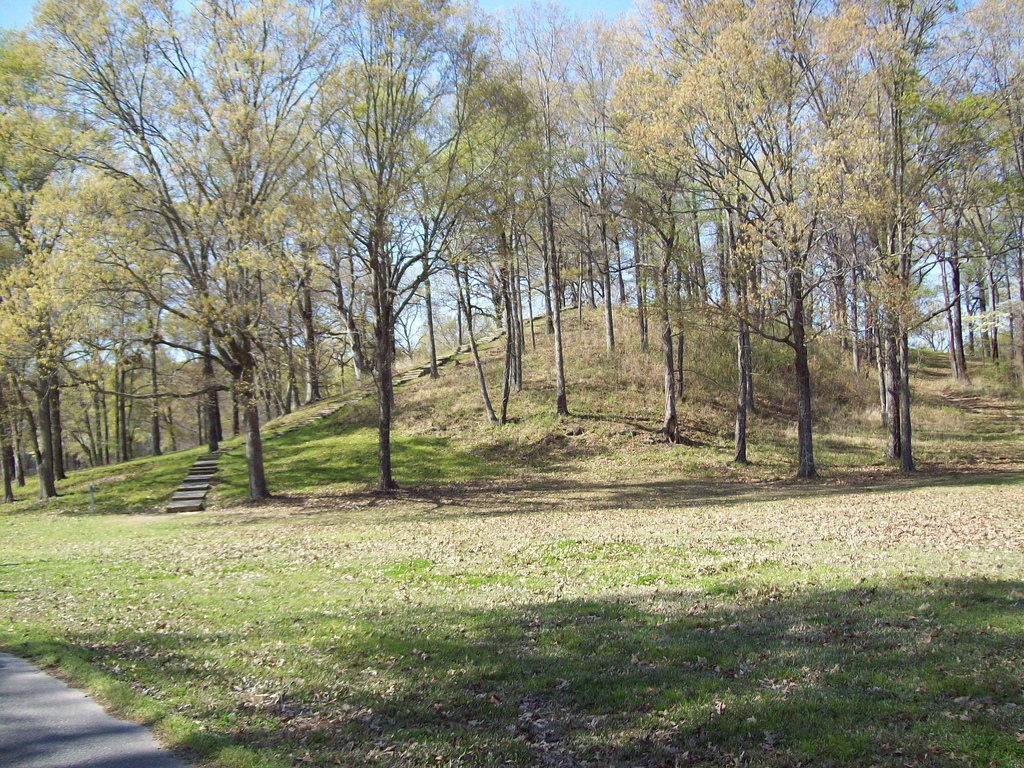
Montículo A en el Poverty Point (antes de que los árboles fueran trasladados).

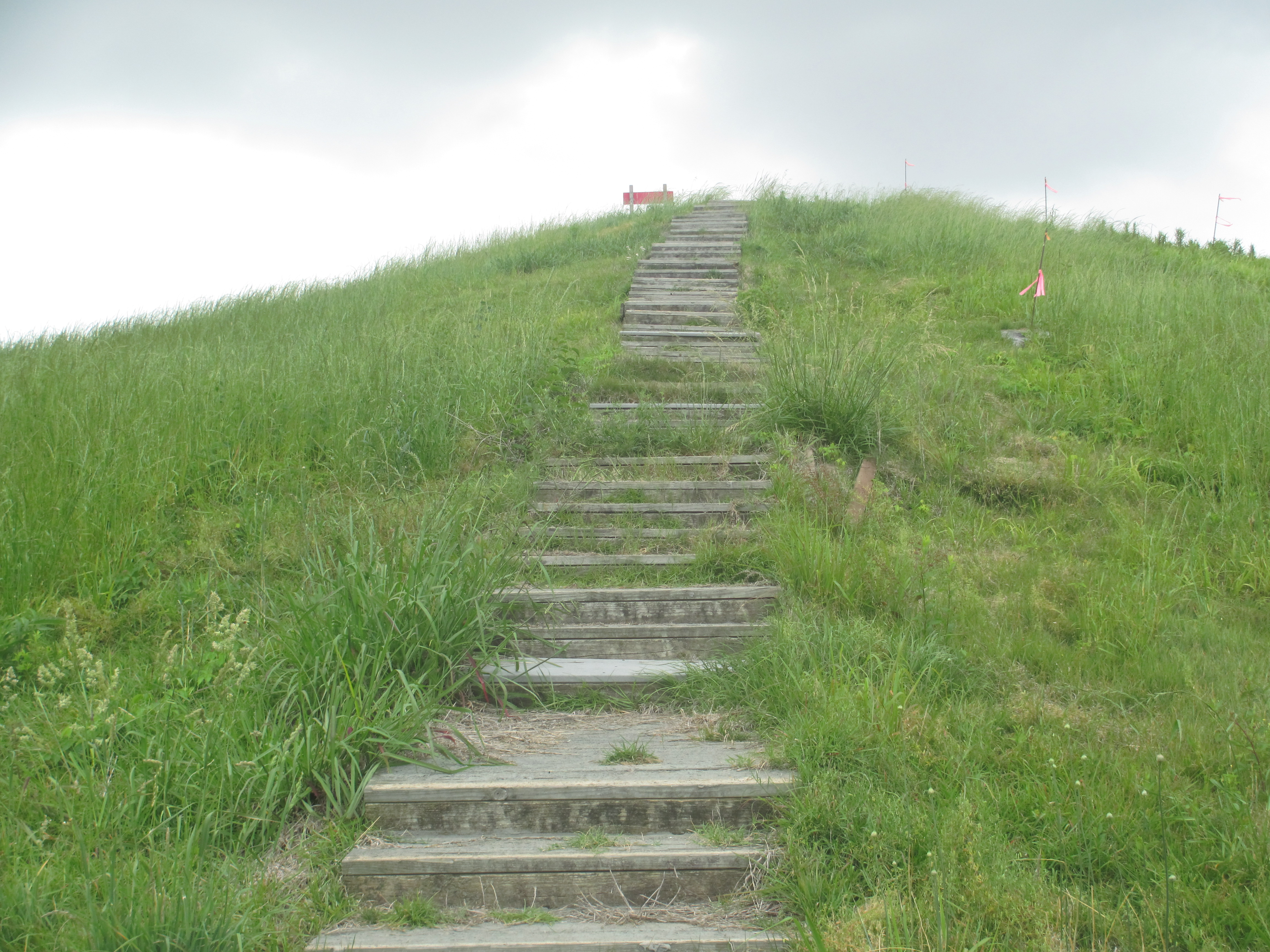
Senderos, cerrados al público a veces, hasta la parte superior del Montículo A

Junto a estas crestas hay otros movimientos de tierra, principalmente montículos de plataformas. El más grande de estos, el Montículo A, está situado al oeste de las crestas, y tiene una forma más o menos en T cuando se ve desde arriba. Muchos lo han interpretado como en forma de pájaro y también como una «isla de la Tierra», que representa el centro cosmológico del sitio.
Los investigadores han descubierto que el Montículo A se construyó con gran rapidez, probablemente durante un período de menos de tres meses. Antes de la construcción, la vegetación que cubre el sitio fue quemada. De acuerdo con el análisis de radiocarbono, esta quema ocurrió entre aproximadamente 1450 y 1250 a. C. Los trabajadores inmediatamente cubrieron el área con una capa de limo, seguida por el esfuerzo principal de construcción. No hay señales de fases de construcción o meteorización del relleno del montículo, incluso a niveles microscópicos, lo que indica que la construcción se desarrolló en un corto período y único esfuerzo masivo.
El volumen total, del Montículo A está compuesto por aproximadamente 238,000 metros cúbicos de relleno, lo que lo convierte en el segundo montículo de tierra más grande —por volumen— en el este de América del Norte. Es segundo en tamaño general después del Monks Mound de la Cultura misisipiana en Cahokia, construido a partir de 950-1000 en la actual Illinois cerca del río Misisipi.

### Montículo B

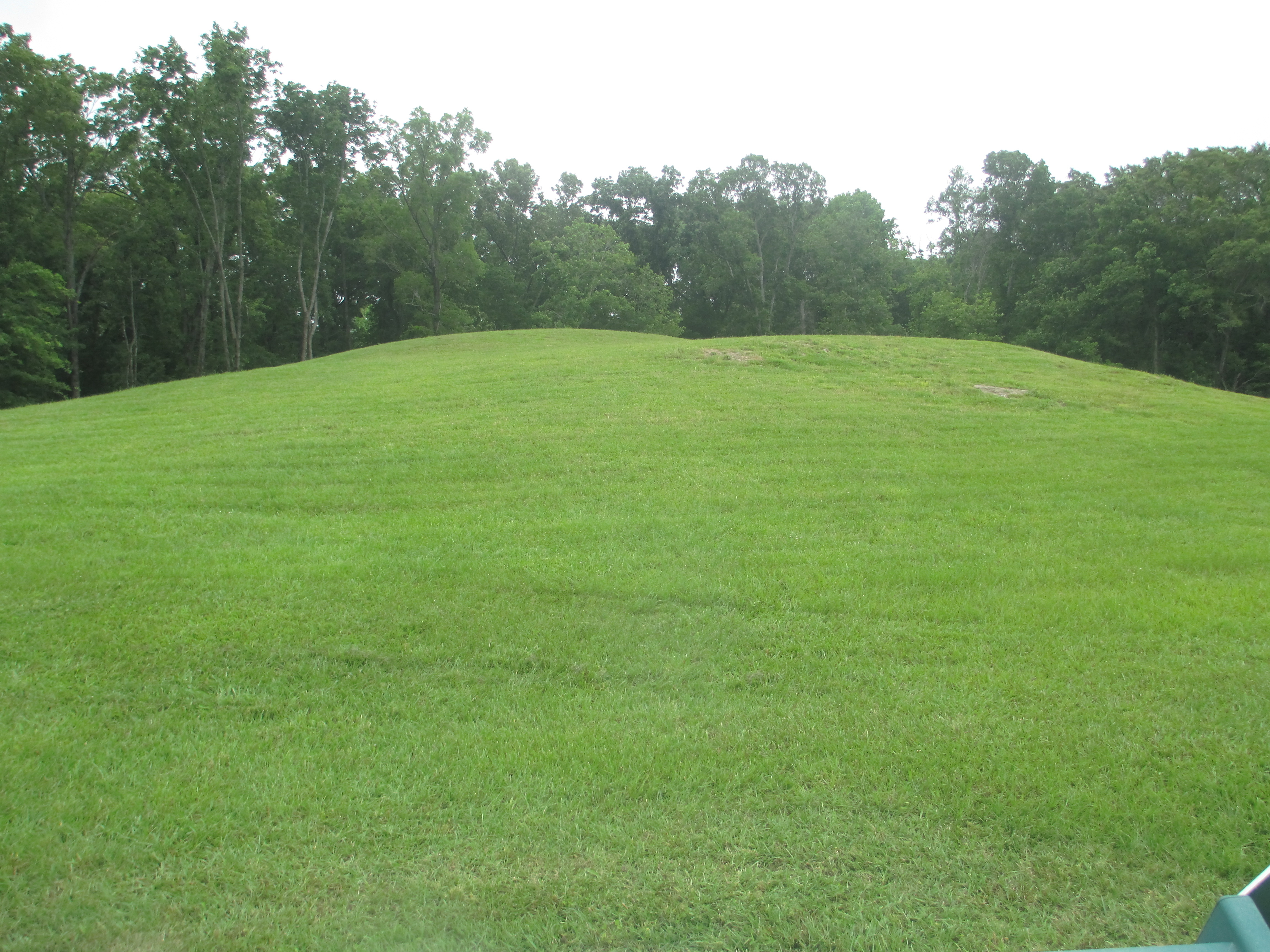
Campo del Montículo B

El montículo B, es un montículo de plataforma, se encuentra al norte y al oeste de los anillos. Debajo del montículo se encontró un hueso humano enterrado con cenizas, una indicación probable de la cremación. Esto sugiere que podría haber sido un túmulo funerario, o que el individuo pudo haber sido víctima de un sacrificio humano.
Pasado el Montículo B, está el «Observatorio natural», donde los visitantes pueden observar animales locales, como zorros, serpientes, ciervos de cola blanca, armadillos, mapaches y ardillas. También se ha visto un oso negro ocasional.
Pasado el Nature Watch, están los «Northwestern Ridges», una apariencia ondulada de terraplenes estriados, de unos dos o tres pies de altura. El único bambú nativo de América del Norte, Arundinaria gigantea, de esta área creció en rodales gruesos conocidos como cañaverales, y fueron utilizados por los primeros pueblos para hacer canastas y flechas.

### Montículo C
El montículo C es el único dentro del área de la plaza central del sitio histórico. Tiene 6.5 pies de alto. La depresión que divide el montículo fue causada por un camino de vagones del siglo XIX que se dirigió hacia el norte, al casco antiguo de Floyd, Luisiana. El montículo se cree que fue construido cerca 1550 a. C. en dieciséis etapas de desarrollo. El decimosexto nivel dio al montículo su forma de domo final.

### Montículo E (Montículo Ballcourt)
El Ballcourt Mound, que también es un montículo de plataforma, es llamado así porque «dos depresiones superficiales en su cima aplanada recuerdan a algunos arqueólogos las áreas de juego frente a los objetivos de básquetbol al aire libre , no porque hayan tenido ninguna revelación sobre la escena deportiva de Povery Point".

### Montículos Dunbar y Lower Jackson

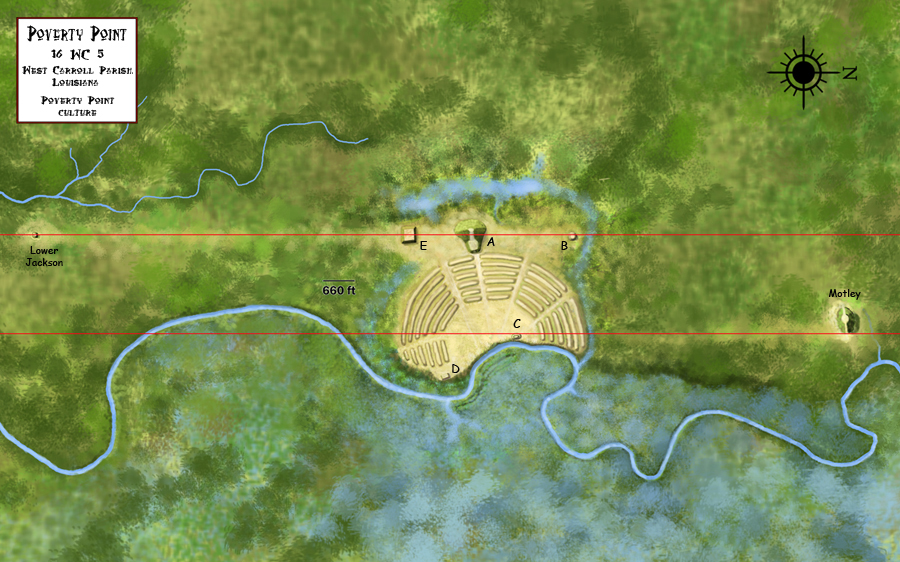
Descripción general del sitio donde se muestra las ubicaciones de los montículos Motley y Lower Jackson.

Dentro del recinto creado por los movimientos de tierra curvos, se ubicaron dos plataformas adicionales. El Dunbar Mound tenía varias piezas de piedras preciosas desportilladas, lo que indica que la gente solía sentarse sobre él y hacer joyas. Al sur del centro del sitio se encuentra el Lower Jackson Mound, que se cree que es el más antiguo de todos los movimientos de tierra en el sitio. En el extremo sur del sitio, el Motley Mound se eleva 16 m. El montículo cónico es circular y alcanza una altura de 7.5 m. Estos tres montículos plataforma son mucho más pequeños que los otros.

## Designación del sitio Patrimonio mundial de la UNESCO
En enero de 2013, el Departamento del Interior de los Estados Unidos nombró Poverty Point para su inclusión en la Lista del Patrimonio Mundial de la UNESCO. El senador estatal Francis C. Thompson de Delhi en la Parroquia de Richland dijo que el asunto no es «únicamente un asunto local o incluso estatal [pero] de importancia internacional. El prestigio de tener un Sitio de Patrimonio Mundial en nuestra región y estado sería de gran importancia tanto cultural como económicamente».
En 2013, el vicegobernador Jay Dardenne, el jefe del Departamento de Cultura, Recreación y Turismo de Luisiana, solicitó 750,000 $ en fondos estatales de emergencia para limitar la erosión en Poverty Point, entonces candidata a ser Patrimonio de la Humanidad por la UNESCO. La solicitud fue hecha a la Junta Provisional de Emergencia, que considera los proyectos que surgen cuando la legislatura no está en sesión. Dardenne le pidió a la junta de emergencia que agilizase los fondos antes del comienzo de la sesión legislativa del 8 de abril. Un plan de financiación alternativo sería que el gobernador Bobby Jindal incluyera los fondos de emergencia en las asignaciones regulares de 2013. La erosión que amenazaba los movimientos de tierra prehistóricos era causada por Harlin Bayou en la parte norte del sitio.
El 22 de junio de 2014, la UNESCO aprobó incorporar «Monumental Earthworks of Poverty Point» (que la propia UNESCO traduce al español como «Cerros monumentales de Poverty Point») como Patrimonio de la Humanidad en su convención en Doha, Catar. El Teniente Gobernador Jay Dardenne había enviado una delegación de dos personas al Medio Oriente para instar a la inclusión de Poverty Point en este grupo, junto con hitos culturales como Stonehenge en Inglaterra, Pirámides egipcias en Guiza en Egipto y la Gran Muralla China. La designación hace que Poverty Point sea el primer sitio del Patrimonio Mundial en Luisiana y el 22.º en los Estados Unidos.

Situado en un estrecho altozano ubicado en el valle del curso inferior del río Misisipí, el sitio de Poverty Point debe su nombre al de una plantación agrícola del siglo XIX que se halla en sus cercanías. Se trata de un vasto conjunto de cerros monumentales que comprende cinco montículos, seis crestas concéntricas de forma semielíptica, una explanada central y vestigios de una calzada. Su creación, que data del periodo 3.700-3100 a.C., fue obra de un pueblo de cazadores-pescadores-recolectores. Los trabajos de investigación realizados hasta ahora no han permitido determinar si este conjunto desempeñaba una función de asentamiento humano permanente, o si se trataba de un lugar de acampada temporal utilizado solamente en el transcurso de celebraciones rituales o ferias. Poverty Point es un ejemplo notable de técnica de construcción con tierra en la región de América del Norte, que no sería superada hasta unos 2.000 años más tarde, por lo menos.
«Cerros monumentales de Poverty Point», descripción

## Historia

### Construcción

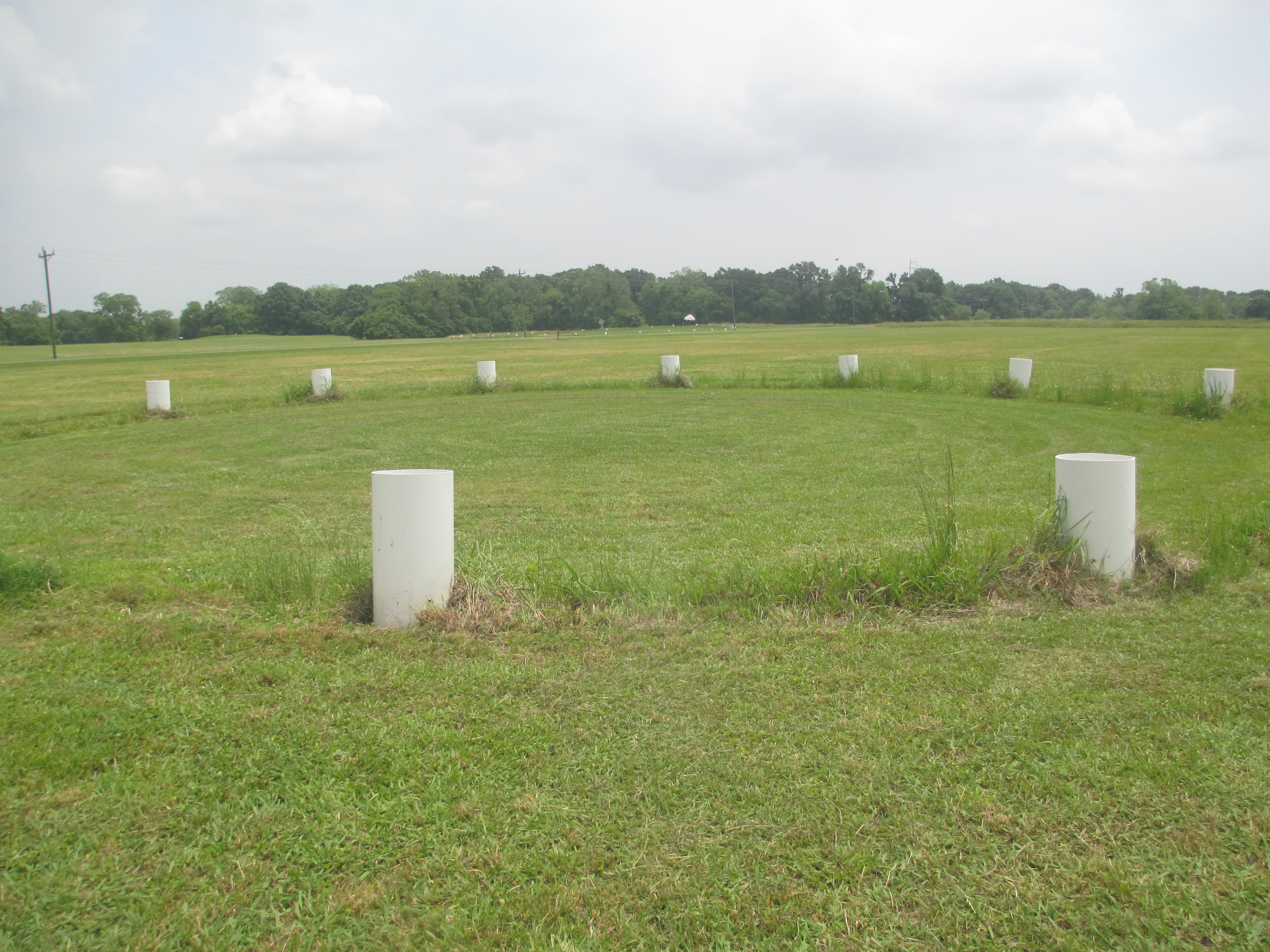
Estructuras circulares en el «área de la plaza» en Poverty Point.

Poverty Point no se construyó de una sola vez, sino que parece haberse construido a lo largo de siglos o incluso milenios, a medida que las sucesivas generaciones lo iban ocupando. Los terraplenes fueron construidos por los habitantes vertiendo cargas de tierra en montones y luego llenaban las brechas entre ellos. Las cestas de carga, dependiendo del tamaño del portador, podrían contener entre 30 y 230 libras de tierra, lo que significa que hombres, mujeres y niños participaron en la construcción. Las excavaciones realizadas en 2009 por la Universidad de Luisiana en Monroe y la Universidad Estatal de Misisipi han revelado evidencias de que múltiples estructuras circulares de madera de 25m a 63 m de ancho se habían construido en el área de la plaza; si estas características eran contemporáneas con otras construcciones en el sitio no se conoce actualmente.
La primera parte del monumento sobreviviente que se construyó fue el Montículo Bajo Jackson, que probablemente pertenece al período arcaico medio. Tiene varias características muy típicas de los montículos de esa época, como bloques de loess cocidos. Pueden haber sido construidos cientos o incluso miles de años antes de la construcción del resto de Poverty Point. Algunos arqueólogos creen que Ballcourt Mound también puede haberse construido en esta época, aunque esto no se ha demostrado.
El resto del monumento fue construido más tarde, durante el período arcaico posterior. Sus creadores incorporaron intencionalmente los monumentos más antiguos del Lower Jackson Mound y el Ballcourt Mound en él. Exactamente cuando comenzó la construcción del resto de los movimientos de tierra, y durante cuánto tiempo continuó la construcción, ha seguido siendo un tema de especulación y debate. La datación por radiocarbono del sitio ha producido una amplia variedad de resultados, y ha sugirido que la mayoría de los anillos se habían construido entre el 1600 y 1300 a. C. Una síntesis de las fechas de radiocarbono del sitio sugiere que la construcción del movimiento de tierras comenzó ya en 1800 a. C. y continuó hasta 1200 a. C.
Aunque la escala de tiempo con respecto a la construcción del Poverty Point aún es algo incierta, la evidencia arqueológica ha demostrado más claro cómo se construyeron los movimientos de tierra. Se desconoce el número de trabajadores involucrados, aunque el arqueólogo Jon L. Gibson ha estimado que podía haber sido producido en un siglo por tres generaciones: si cien personas hubieran pasado seis o siete días al mes en su construcción. La evidencia muestra que los trabajadores probablemente vivieron en el lugar durante la construcción, estableciendo hogares temporales en la parte superior de los mismos terraplenes que estaban construyendo, y trasladándolos cada vez que se agregaba ese movimiento de tierra particular. Antes de la construcción de los movimientos de tierra, los trabajadores nivelaron la tierra alrededor del sitio y llenaron las zanjas, como lo ha encontrado la investigación arqueológica. Construyeron la gran plaza plana en el sitio. El material de construcción principal era loess, un tipo de suelo que es fácil de excavar pero que tiene el problema de convertirse rápidamente en lodo cuando se expone al agua. Por esta razón, se usó arcilla para empacar alrededor del loess con el fin de protegerlo de la lluvia y asegurar que los monumentos no desaparecieran.

### Propósitos

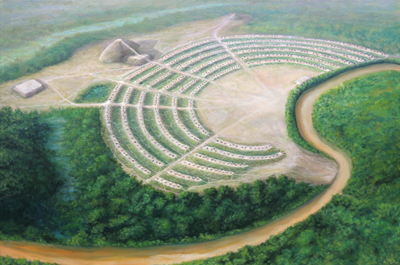
Concepción artística del sitio en su apogeo.

Los arqueólogos han debatido sobre las funciones del sitio Poverty Point desde su redescubrimiento. Una de las preguntas principales ha sido si se utilizó para un acuerdo, o para eventos ceremoniales periódicos. Los arqueólogos, incluido Jon L. Gibson, han postulado que las casas se construyeron sobre los terraplenes de los anillos concéntricos. Se han encontrado algunos agujeros de postes sobre estos movimientos de tierra, lo que indica la presencia anterior de un edificio. Otros arqueólogos creen que la residencia habitual habría producido más postes como una característica arqueológica. Gibson y otros observan que estos podían haber sido destruidos por el arado subsiguiente que tuvo lugar en gran parte del sitio. También cree que había evidencia de demasiada basura dejada por habitantes originales para indicar solamente la utilización ocasional, y que sería inverosímil que tal monumento fuera construido para usarse simplemente como un centro de comercio.
Algunos arqueólogos han interpretado que Poverty Point tiene simbolismo e importancia religiosa. Un agujero descubierto en la plaza central mostró que posiblemente se erigió allí un gran poste. El arqueólogo William Haag, quien excavó en el sitio durante la década de 1970, interpretó este poste como de importancia astronómica al alinearse con los solsticios . Se han encontrado y reconstruido círculos post-astronómicos de madera, llamados Woodhenge, en el sitio de la cultura misisipiana de Cahokia en el oeste de Illinois. Sin embargo, el astrónomo Robert Purrington cree que los mensajes en Poverty Point estaban geométricamente alineados, más que astronómicamente. Los investigadores también han estudiado las creencias religiosas nativas americanas históricas y contemporáneas para establecer paralelismos, y muchos señalan que Occidente se ve como la dirección del mal y la muerte. Gibson creía que los anillos se construyeron con sus arcos contra el oeste para mantener a los espíritus malévolos fuera del complejo.

### Gente de Poverty Point

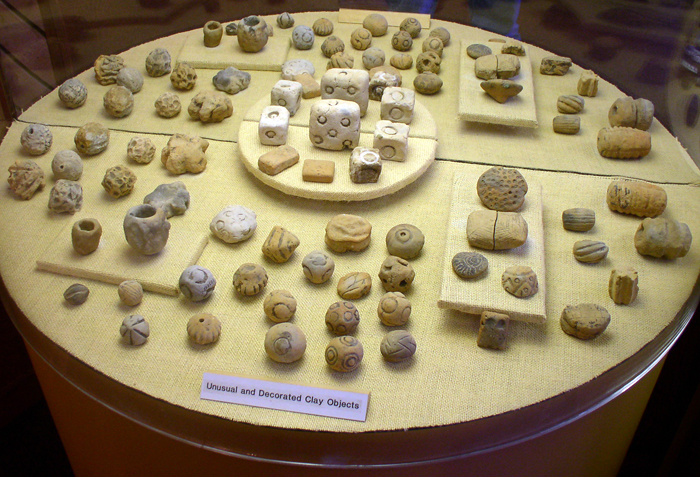
Bolas de arcilla para cocinar encontradas en el sitio Poverty Point.

La cultura de Poverty Point que construyó Poverty Point fue cazadora-recolectora en lugar de agricultora. Son un raro ejemplo de una compleja sociedad de cazadores-recolectores que construyó monumentos a gran escala. La gran mayoría de otros monumentos prehistóricos, que van desde Stonehenge en Inglaterra hasta la Gran Pirámide de Guiza en Egipto, fueron construidos por sociedades agrícolas, en las que los excedentes agrícolas permitían una mayor densidad de población y estratificación de la sociedad. Otra excepción a esta regla general es el Göbekli Tepe complejo en el sur de Anatolia en Turquía, también construido por cazadores-recolectores, que data de alrededor de 10.000 a. C. Las personas que vivían en Poverty Point eran nativos americanos, descendientes de los inmigrantes que llegaron a América del Norte a través del puente de tierra de Bering Straight aproximadamente hace doce o quince mil años. Se desarrollaron en una sociedad distinta que era diferente de sus antepasados migrantes y de los primeros pobladores en el Valle del Bajo Misisipi.
Las fuentes de alimentos de las personas en Poverty Point provenían de los animales locales y la vida vegetal en la región; se adquirió a través de: pesca, recolección y caza. La subsistencia de Poverty Point fue amplia debido a los diferentes alimentos de temporada que estaban disponibles. Su dieta consistiría en grandes mamíferos como ciervos o pequeños como conejos, diversas variedades de peces y tortugas, moluscos, nueces, frutas, bayas y raíces acuáticas. Cocinaban alimentos en fogones y pozos que probablemente funcionaban como hornos de tierra, algunos de los cuales tenían paredes enlucidas. La leña fue elegida cuidadosamente, de árboles específicos que se utilizan, es decir, roble y, en menor medida, nogal americano y caña, que el arqueólogo Jon L. Gibson creía que se debía al hecho de que el roble y el nogal americano añaden un sabor salado específico a los alimentos.
Los cambios en la temperatura y las precipitaciones, como el aumento de las inundaciones, causaron un desequilibrio ecológico que condujo al abandono de Poverty Point. Los arqueólogos usan este cambio como un límite de tiempo entre los periodos arcaico y posterior del bosque. Gibson teoriza que los descendientes de los Poverty Point son los pueblos Karoa, Tunica y Tioux, basados en el uso de montículos y plazas para ceremonias escenificadas.

#### Artefactos
La gran mayoría de los artefactos descubiertos en Poverty Point son formas pequeñas y cocidas hechas de loess, que generalmente son bolas, biconos o cuerdas, todas las cuales han sido descritas como "Poverty Point Objects" o PPOs. Los arqueólogos han debatido durante mucho tiempo sobre sus usos. Han llegado a la conclusión de que los objetos de tierra cocidos se usaban en la cocina, una conclusión a la que se llegó mediante la arqueología experimental. Cuando se colocan en hornos de tierra, se demostró que los objetos contienen calor y ayudan a cocinar los alimentos. La ebullición de piedras era una forma alternativa de calentar alimentos antes de que la cerámica pudiera soportar el calor. Debido a que el suelo del valle inferior del Misisipiano, ubicado en Poverty Point, no contiene guijarros adecuados, por lo tanto, fue necesario fabricar piedras artificiales.
Los habitantes de Poverty Point produjeron pequeñas cantidades de cerámica, creando una variedad de diferentes tipos: templado por fibra, templado por arena, templado por arena de arcilla y sin templar. Utilizaron diversos estilos de diseño como decoración. Más comúnmente, sin embargo, usaron vasijas de piedra, algunas de las cuales fueron hechas en el lugar y que les habían producido un mayor esfuerzo que la producción de cerámica.
Muchas de sus herramientas parecen haber sido realizadas en el propio sitio, ya que hay evidencia de restos de su proceso de construcción encontrados en gran parte de Poverty Point. Sin embargo, también estaban activos en el comercio con otros pueblos nativos americanos. Se ha determinado que una cantidad desproporcionada de artículos importados, que consisten en puntas líticas y microlitos, se originó en las montañas Ouachita y la meseta de Ozark y en los valles del río Ohio y Tennessee. [7] Otros materiales derivados del comercio son la esteatita de las montañas Apalaches del sur de Alabama y Georgia, y artefactos de cobre y galena , lo que indica el comercio con las tribus prehistóricas productoras de cobre en la región superior de los Grandes Lagos.
En la década de 1830, Jacob Walter, un hombre estadounidense que buscaba mineral de plomo en el área, se encontró con Poverty Point y escribió sobre él en su diario. La primera cuenta publicada del sitio fue en 1873 por Samuel Lockett, que había servido como oficial en el ejército confederado durante la guerra civil estadounidense. Tres temporadas de excavación en 1952, 1953 y 1954 fueron emprendidas por James A. Ford y Robert Neitzel, que publicaron la obra Poverty Point, a Late Archaic Site in Louisiana en 1956. Fue durante esta excavación que «Poverty Point fue testigo de algunas de las primeras realizaciones de arqueología experimental hechas en América del Norte».
Las excavaciones han continuado en el sitio en el siglo XXI, ya que los investigadores han tratado de aprender más sobre la naturaleza del sitio y su cultura. En un momento los eruditos pensaron que la cultura de Poverty Point había desarrollado el primer cacicazgo de América del Norte , pero esta teoría ha sido desacreditada.

### Acceso público
En 1960, John Griffin, que en ese momento era el Arqueólogo Regional del Sureste para el Servicio de Parques Nacionales, sugirió al gobierno federal que se declarara Poverty Point y se estableciera como Monumento Nacional. Describió el sitio como: «Poverty Point es el sitio de ceremonias y ocupación de terraplenes arcaicos tardíos más grande y complejo que se haya encontrado en América del Norte». Al principio, el Congreso de los Estados Unidos se negó a apoyar la protección, por temor a la impopularidad de adquirir la tierra de los terratenientes locales, pero el sitio fue designado como Monumento Histórico Nacional el 13 de junio de 1962.
En 1972, el estado de Luisiana compró una sección de 1.6 km 2 del sitio. En 1975, el estado abrió la tierra al público como el Área Conmemorativa de Poverty Point. El estado construyó un museo dedicado a interpretar el monumento y los artefactos descubiertos allí. En 1988, el Congreso designó el sitio como Monumento nacional (Estados Unidos). Se ha convertido en un destino turístico popular.